# Lamentabili

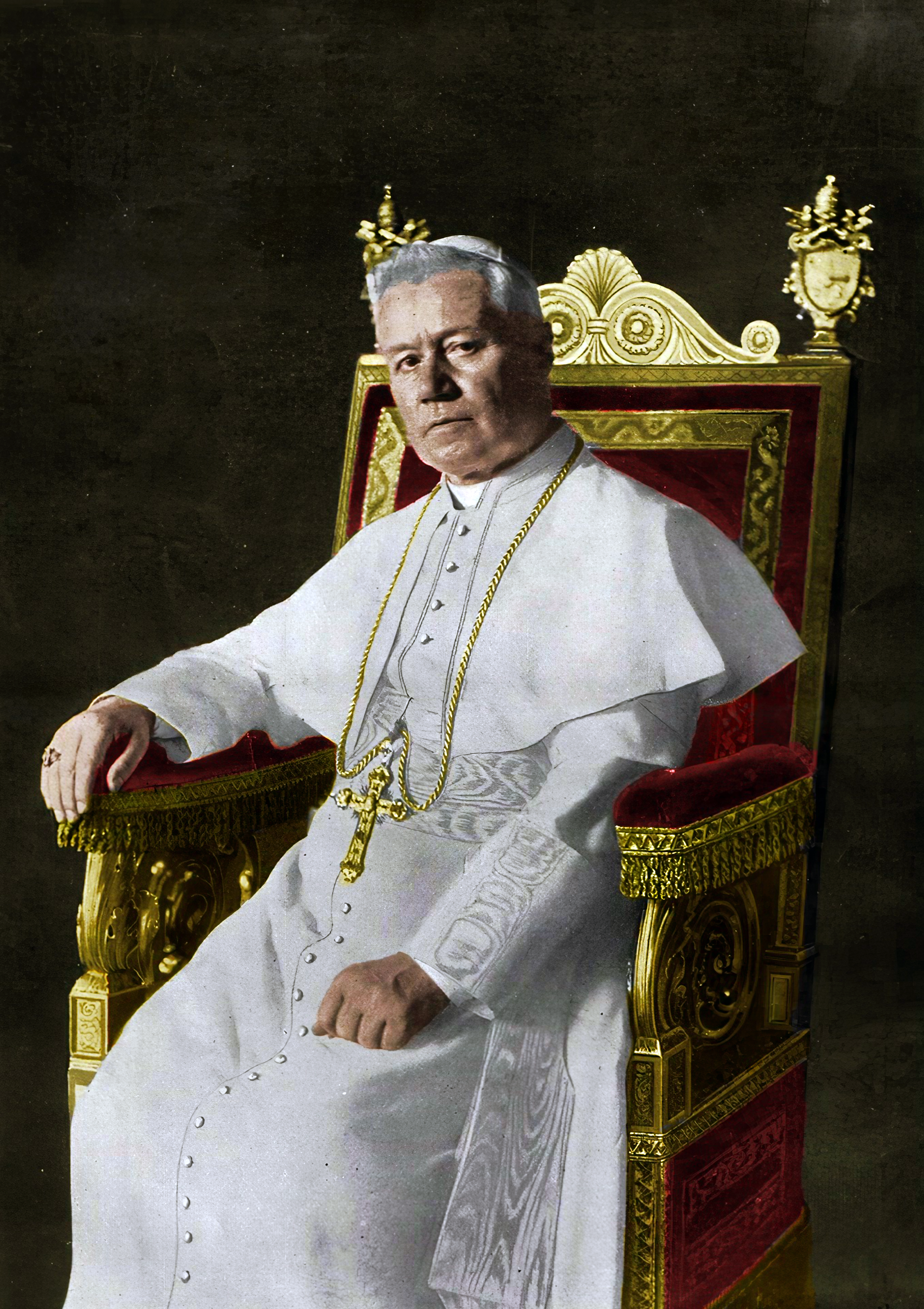
Pio X, aprobo el encyclico 'lamentabili sane exitu'.Pius X, by Francesco De Federicis, 1903 (retouched, colorized).tif

Lamentabili sane exitu es un decreto del Santo Oficio publicado el 3 de julio de 1907 con la aprobación del papa Pío X. Consta de 65 proposiciones tomadas en su mayoría de obras de Alfred Loisy y que conforman una especie de nuevo syllabus contra el modernismo.
Se refiere especialmente a temas relacionados con la exégesis bíblica, autoridad del Magisterio, la inspiración y la inerrancia.
El texto proscribe una serie de proposiciones que implican reducir el campo de acción del Magisterio eclesiástico (1-8), o que falsifican la doctrina sobre la inspiración (9-19) o sobre la Revelación (20-26), que niegan dogmas principales del cristianismo (27-38), que deforman la eclesiología (39-51), afirman un origen no divino de la Iglesia católica (52-63) o simplemente requieren una reforma de esta (64-65). 
Las fuentes de tales afirmaciones se encontrarían en obras como L'Évangile et l'Église o Autour d'un petit libre de Loisy, también en La question biblique chez les catholiches de France au XIXe siècle de Albert Houtin y otras de Edouard Le Roy o Ernest Dimnet.
Se produjeron inmediatas protestas tras la publicación del decreto y se inició el período conocido como crisis modernista. [cita requerida]Sin embargo, algunos meses más tarde, con la publicación de la encíclica Pascendi, el papa Pío X ofreció un contexto amplio a las proposiciones condenadas afirmando que la raíz de tales errores era un cierto agnosticismo.